# Cabaret Voltaire (popmuziek)
Cabaret Voltaire is een Britse industrial-newwavegroep opgericht in Sheffield in 1974. De groep werd opgericht door muzikanten die in de jaren 70 op zoek gingen naar nieuwe muzikale expressiemiddelen. Aanvankelijk gebeurde dit met zelf gebouwde elektronische hulpmiddelen.
In 1978 kwam de uit Sheffield afkomstige groep voor enkele optredens naar Londen. In 1979 verscheen hun eerste album "Mix-Up".
Richard H. Kirk stierf in 2021, op 65-jarige leeftijd.

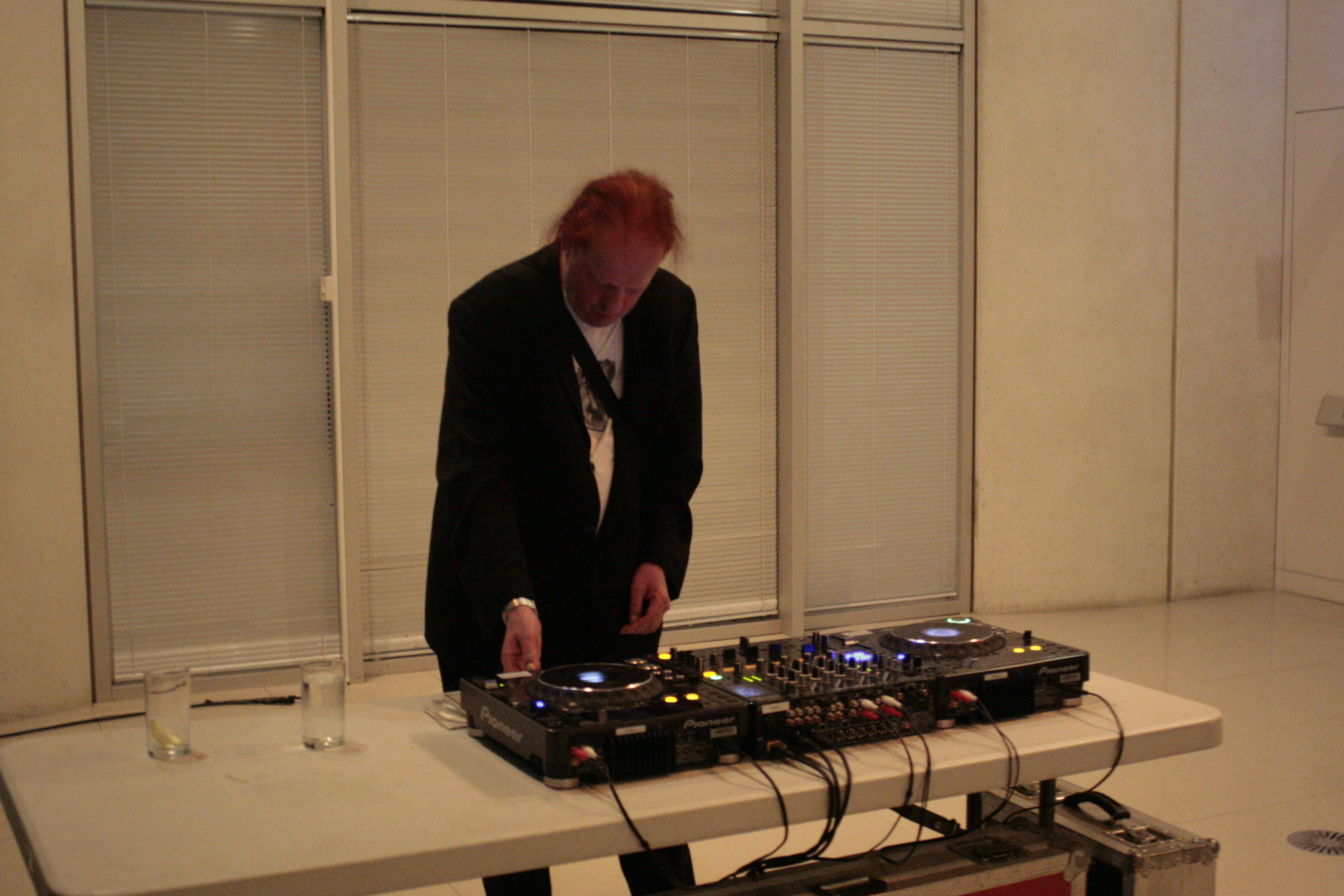
Richard H Kirk, als DJ in 2010.

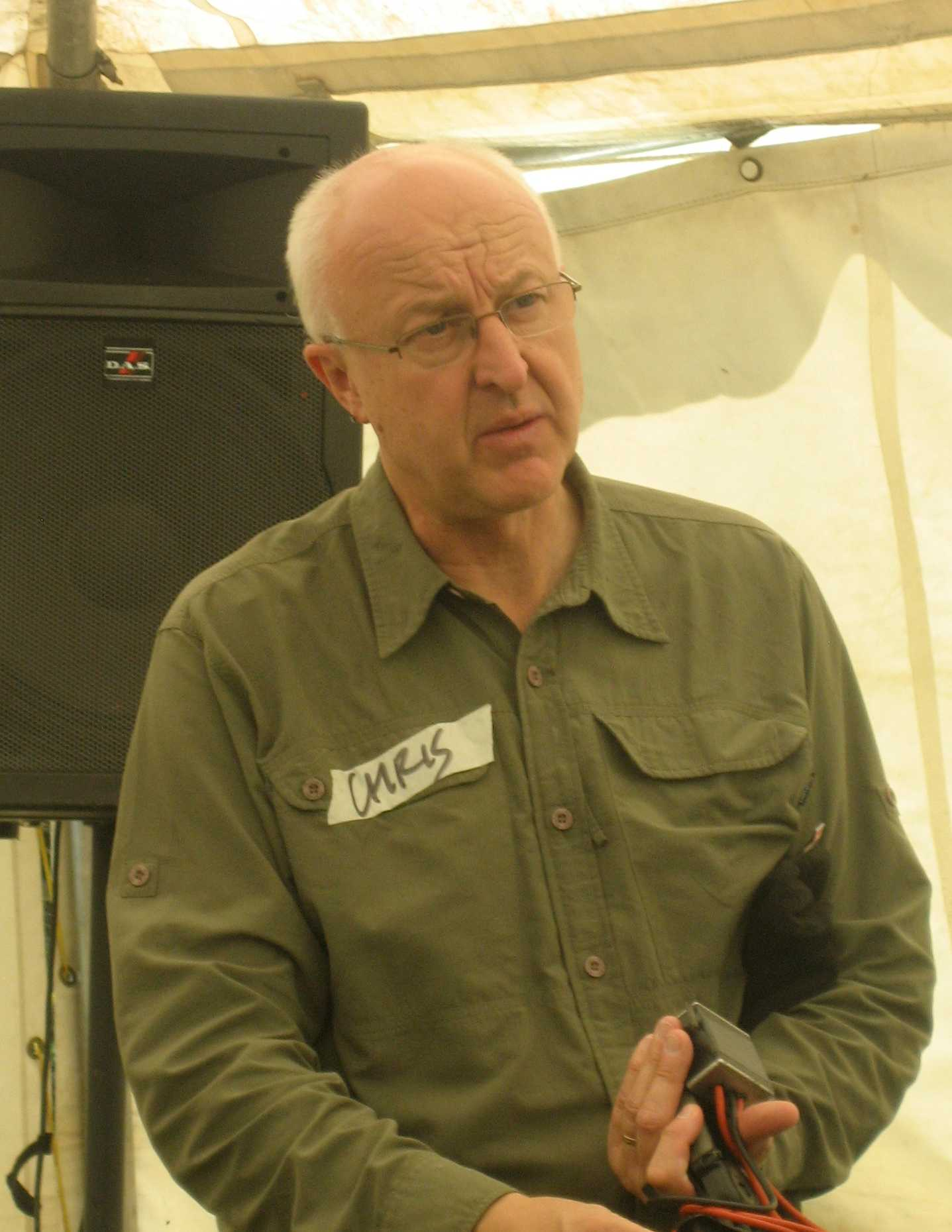
Chris Watson bij Wired.

## Groepsleden
- Richard H. Kirk - Gitaar en blaasinstrumenten
- Stephen 'Mal' Mallinder - Basgitaar en zang
- Chris Watson - Tape-Operator

## Discografie
- Mix-Up (Rough Trade 1979)
- Live at the YMCA (Rough Trade 1979)
- The Voice of America (Rough Trade 1980)
- Red Mecca (Rough Trade 1981)
- 2 x 45 (Rough Trade 1982)
- Hai! (Live in Japan) (Rough Trade 1982)
- The Crackdown (Some Bizarre 1983)
- Micro-Phonies (Some Bizarre 1984)
- The Covenant, the Sword and the Arm of the Lord (Some Bizarre 1985)
- Code (Parlophone 1987)
- Groovy, Laidback and Nasty (Parlophone 1990)
- Body and Soul (Crépuscule 1991)
- Percussion Force (Crépuscule 1991)
- Plasticity (Crépuscule 1992)
- International Language (Plastex 1993)
- The Conversation (Apollo 1994)